# Schizymenium schiedeanum
Schizymenium schiedeanum là một loài rêu trong họ Bryaceae. Loài này được Müll. Hal. A.J. Shaw mô tả khoa học đầu tiên năm 1985.